# 이목항 (여수시)
이목항은 전라남도 여수시 화양면 이목리 이목마을 인근에 있는 어항이다. 2007년 8월 8일 어촌정주어항으로 지정하여 관리하고 있다. 시설관리자는 여수시장이다.

## 어항 구역
- 수역: 북위 34°40′05″, 동경 127°33′34″의 지점에서 N5°W방향으로 175m점과 이 점에서 N86°E방향으로 85m점과 이 점에서 S54°E방향으로 140m점과 이 점에서 S7°W방향으로 80m점과 이 점에서 S76°E방향으로 85m점과 이 점에서 N60°E방향으로 125m점과 이 점에서 N10°E방향으로 165m점과 이 점에서 N60°W방향으로 145m점과 이 점에서 N30°E방향으로 80m점과 이 점에서 E방향으로 육지부를 연결하는 선을 따라 형성된 공유수면[1]

## 어항 시설
- 방파제 293m

## 기본 계획
- 방파제 348m, 물량장 30m, 호안 15m, 도선장 16m[1]

## 정비 계획
- 방파제 55m, 물량장 30m, 호안 15m, 도선장 16m[2]

## 주요 어종
- 농어, 문어, 소라